# Stefan Murr (Schauspieler)

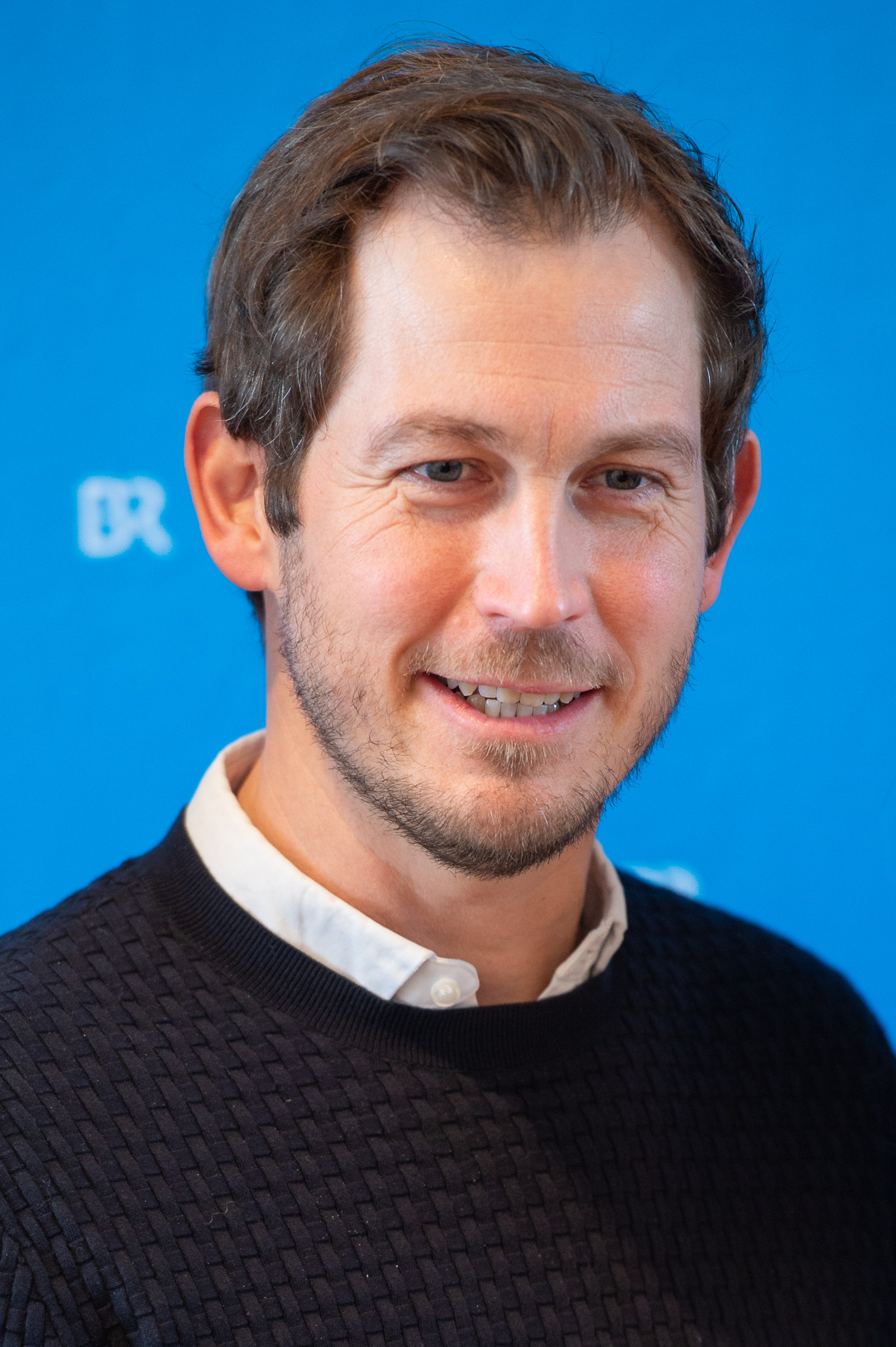
Stefan Murr (2019)

Stefan Murr (* 25. April 1976 in Bad Tölz) ist ein deutscher Schauspieler.

## Leben und Wirken
Stefan Murr absolvierte nach dem Abitur von 1997 bis 2001 eine Schauspielausbildung an der Otto-Falckenberg-Schule in München. Schon während der Ausbildung erhielt er Theaterengagements bei den Münchner Kammerspielen und im Münchner Prinzregententheater. Danach war er unter anderem in der Bayerischen Theaterakademie und bei den Luisenburg-Festspielen zu sehen. Derzeit ist er Mitglied am Ensemble des Münchner Volkstheaters. Neben seinen Engagements im Theater spielte Murr in zahlreichen Fernsehproduktionen und einigen Kinofilmen.
Seit 2009 doubelt er Politiker beim alljährlichen Singspiel während des Starkbieranstichs auf dem Münchner Nockherberg, das vom Bayerischen Fernsehen übertragen wird. Murr stellte dort bisher Karl-Theodor zu Guttenberg, Hubert Aiwanger, Florian Pronold, Alexander Dobrindt und Andreas Scheuer dar.
Murr lebt in München.

## Filmografie (Auswahl)
- 1998: Neue Freiheit – keine Jobs, Regie: Herbert Achternbusch
- 2002–2020: SOKO München (Fernsehserie, 5 Folgen, verschiedene Rollen)
- 2002: Café Meineid (Fernsehserie, 1 Folge)
- 2002–2014: Der Komödienstadel (Fernsehreihe, 13 Folgen, verschiedene Rollen)
- 2005: Schulmädchen (Fernsehserie, 2 Folgen)
- 2006: Schlaflos, Regie: Christian Genzel
- 2007: Baching, Regie: Matthias Kiefersauer
- 2007: Der geköpfte Hahn
- 2007: Beste Zeit
- 2008–2016: Die Rosenheim-Cops (Fernsehserie, 4 Folgen, verschiedene Rollen)
- 2008: Beste Gegend
- 2008–2012: SOKO Kitzbühel (Fernsehserie, 2 Folgen, verschiedene Rollen)
- 2009: Die göttliche Sophie
- 2010: Die Bergretter (Fernsehserie, 1 Folge)
- 2010–2017: Der Bergdoktor (Fernsehserie, 2 Folgen, verschiedene Rollen)
- 2011: Stadtgeflüster – Sex nach Fünf, Regie: Josh Broecker
- 2011: Die Samenhändlerin
- 2011–2015: Der Alte (Fernsehserie, 2 Folgen, verschiedene Rollen)
- 2011: Franzi (Fernsehserie, 1 Folge)
- 2012: Tatort: Der tiefe Schlaf (Fernsehreihe)
- 2012: Ein Sommer im Elsass
- 2012: Die Garmisch-Cops (Fernsehserie, 1 Folge)
- 2012: Heiter bis tödlich: Fuchs und Gans (Fernsehserie, 1 Folge)
- 2012: Das Leben ist ein Bauernhof
- 2012: Inga Lindström: Vier Frauen und die Liebe (Fernsehreihe)
- 2013: 24 Milchkühe und kein Mann
- 2013: Kommissarin Lucas (Fernsehserie, 1 Folge)
- 2013: Forsthaus Falkenau (Fernsehserie, 1 Folge)
- 2013: Herzensbrecher – Vater von vier Söhnen (Fernsehserie, 1 Folge)
- 2014: Tatort: Blackout
- 2015: Um Himmels Willen (Fernsehserie, 2 Folgen)
- 2015: Monaco 110 (Fernsehserie, 1 Folge)
- 2015–2018: Bettys Diagnose (Fernsehserie, 3 Folgen, verschiedene Rollen)
- 2015: Ein Sommer in Masuren
- 2015: Mein Schwiegervater, der Stinkstiefel
- 2016: Katie Fforde: Du und ich (Fernsehreihe)
- seit 2016: Marie fängt Feuer (Fernsehfilmreihe)
- 2016: Lena Lorenz (Fernsehreihe, 1 Folge)
- 2017: Die Lebenden und die Toten – Ein Taunuskrimi (Zweiteiler)
- 2017: Das Verschwinden (Miniserie)
- 2017: Falsche Siebziger
- 2018: Servus Baby (Fernsehserie, 2 Folgen)
- 2019: In aller Freundschaft (Fernsehserie, 1 Folge)
- 2019: SOKO Wien (Fernsehserie, 1 Folge)
- 2019: Akte Lansing (Miniserie)
- 2019: Flucht durchs Höllental
- 2019: Mit der Tür ins Haus
- 2020: WaPo Bodensee (Fernsehserie, 1 Folge)
- 2020: Der Überläufer
- 2021: Die Ibiza Affäre (Miniserie)
- 2021: Über Land (Fernsehserie, 2 Folgen)
- 2022: Die Glücksspieler
- 2022: Die Chefin (Fernsehserie, 1 Folge)
- 2022: Der Kaiser
- 2022: Strafe (Fernsehreihe, 1 Folge)
- 2023: Das Boot (Fernsehserie, 6 Folgen)
- 2024: SOKO Köln (Fernsehserie, 1 Folge)
- 2024: Schnell ermittelt (Fernsehserie, 1 Folge)
- 2024: München Mord: Die indische Methode (Fernsehreihe)
- 2025: Sturm kommt auf (Fernsehfilm)

## Auszeichnungen
- 2003: Darsteller-Förderpreis des Münchner Merkurs, für seine Rolle in Das Fest
- 2006: Nachwuchspreis der Festspielstadt Wunsiedel, für seine Rolle in Wittiber